# Offanengo
Offanengo är en ort och kommun i provinsen Cremona i regionen Lombardiet i Italien. Kommunen hade 6 084 invånare (2018).